# Tithraustes undulata
Tithraustes undulata är en fjärilsart som beskrevs av Erich Martin Hering 1925. Tithraustes undulata ingår i släktet Tithraustes och familjen tandspinnare. Inga underarter finns listade i Catalogue of Life.